# Wehrkirche Dertingen

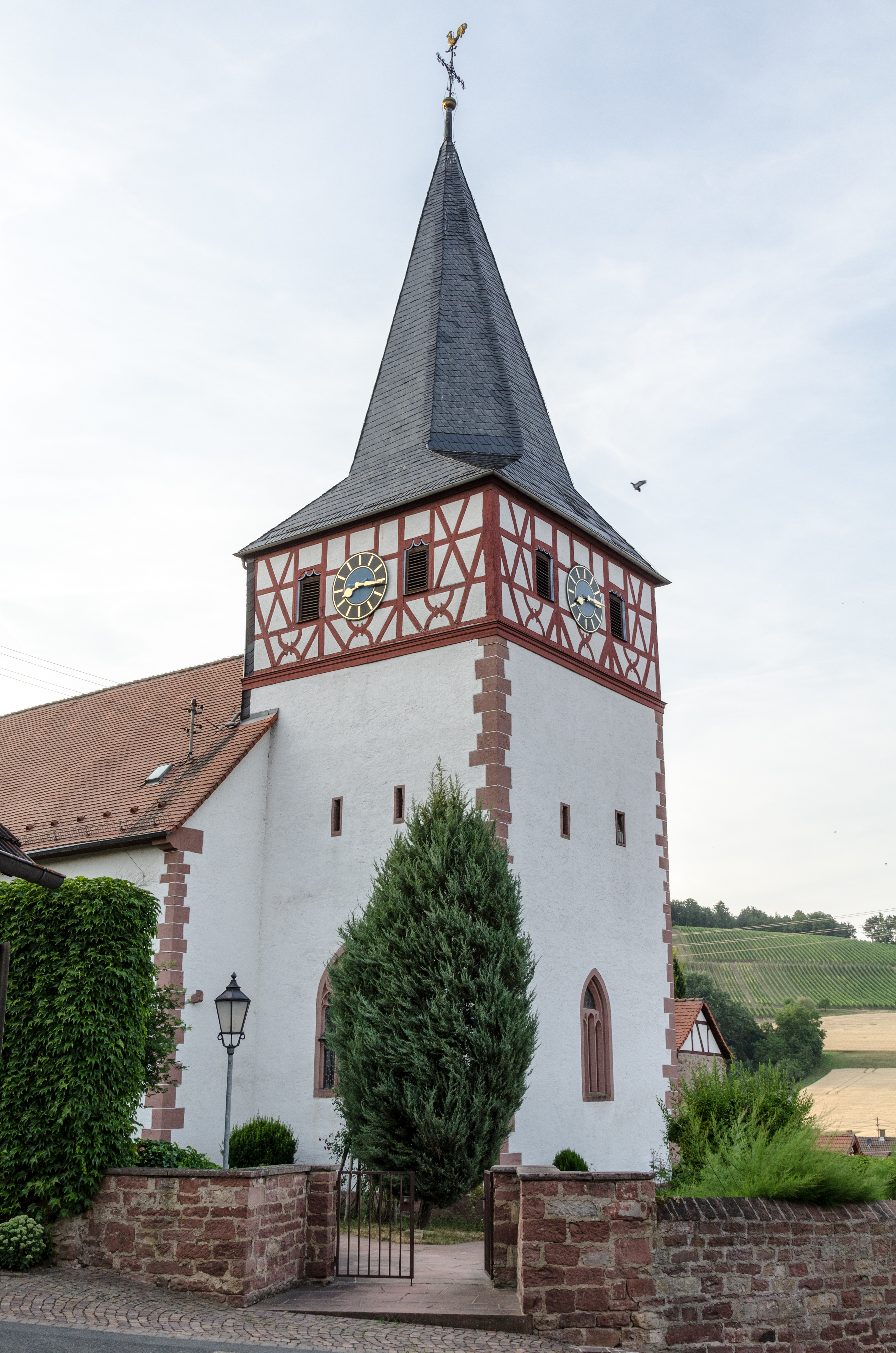
Wehrkirche Dertingen

Die ehemalige Wehrkirche Dertingen und heutige evangelische Pfarrkirche ist ein geschütztes Kulturdenkmal nach dem Denkmalschutzgesetz. Sie steht in Dertingen, einer Ortschaft in der Großen Kreisstadt Wertheim im Main-Tauber-Kreis in Baden-Württemberg. Die Kirchengemeinde gehört zum Kirchenbezirk Wertheim der Evangelischen Landeskirche in Baden.

## Beschreibung

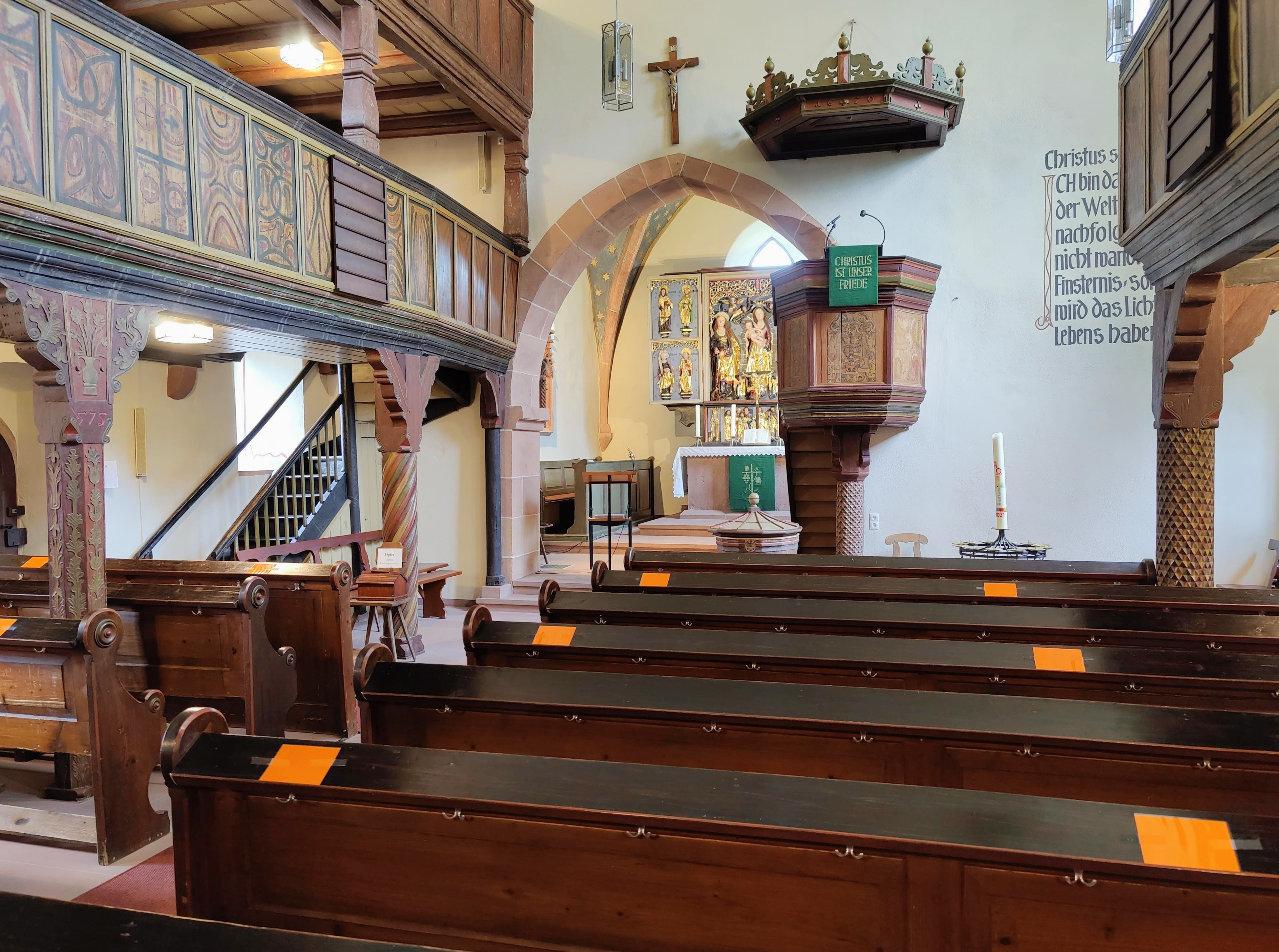
Blick zum Chor

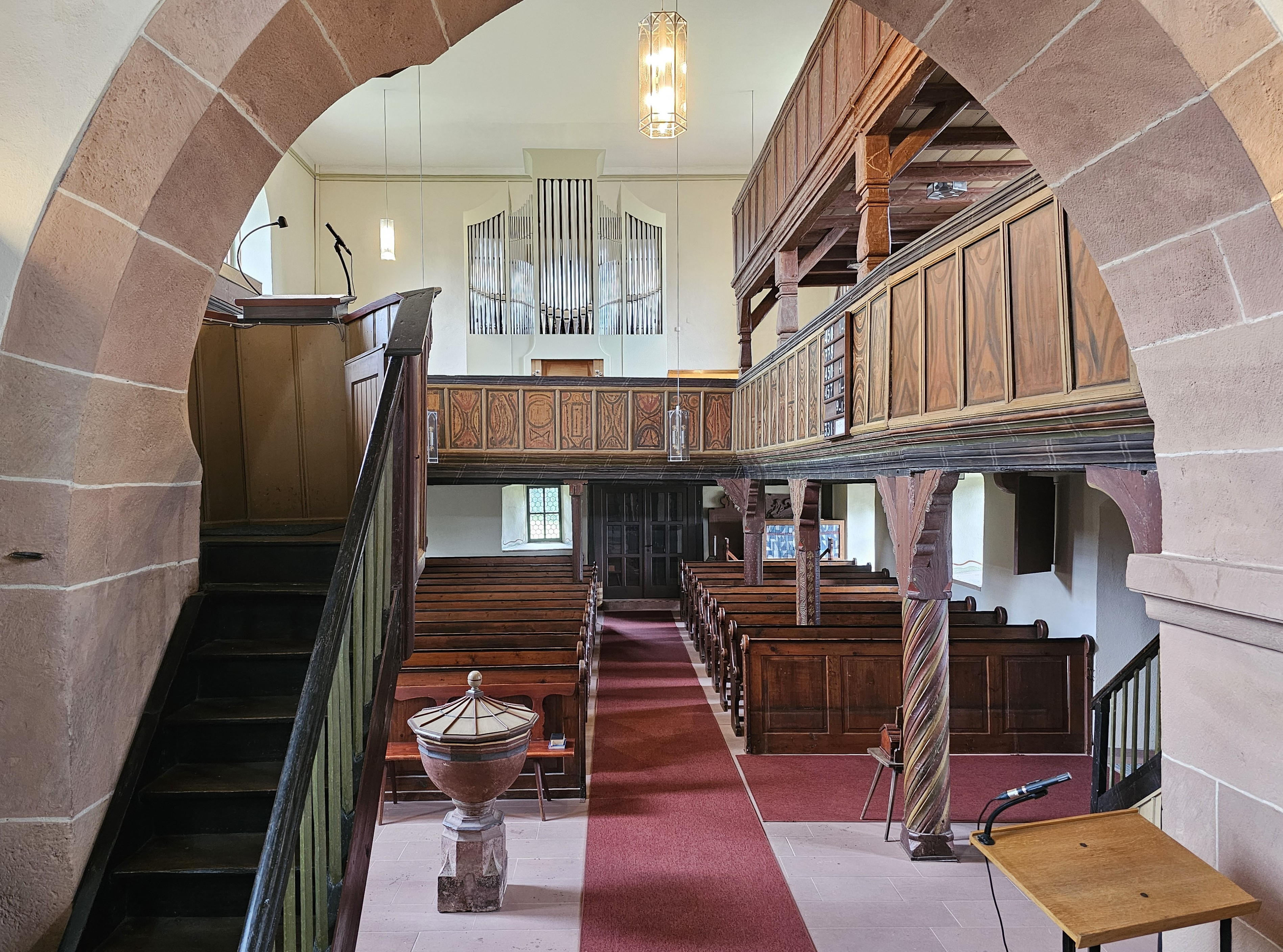
Blick zur Orgel

An den im Kern auf das 12. Jahrhundert zurückgehenden Chorturm der ehemaligen Wehrkirche wurde Ende des 13. Jahrhunderts im Westen das einschiffige Langhaus angebaut. Der im Grundriss quadratische Turm mit Ecksteinen trägt ein Geschoss aus Holzfachwerk, das die Turmuhr und den Glockenstuhl beherbergt und mit einem achtseitigen Knickhelm bedeckt ist. An der Nordseite des Chorturms wurde 1709 die Sakristei angebaut. Zu dieser Zeit wurden auch das Langhaus und der Innenraum des Chors, also das Erdgeschoss des Chorturms, erweitert. Hinter den Schießscharten des Chorturms verbirgt sich die Waffenkammer. 
Der Innenraum des Langhauses, der an drei Seiten Emporen hat, ist mit einer Flachdecke überspannt. Zur Kirchenausstattung gehören ein geschnitzter Flügelaltar von 1510, eine Kanzel von 1596 und ein spätgotisches Sakramentshaus.
Die Orgel mit 15 Registern, verteilt auf zwei Manuale und Pedal wurde 2024 von Tilman Trefz gebaut. Sie ersetzte ein Instrument der Gebrüder Mann von 1967, von dem ungefähr die Hälfte des Pfeifenmaterials umgearbeitet wiederverwendet wurde.